# دامینیک تورن
دامینیک تورن (به انگلیسی: Dominique Thorne؛ زادهٔ ۵ نوامبر ۱۹۹۷) بازیگر اهل ایالات متحده آمریکا است. وی در فیلم‌هایی همچون اگر خیابان بیل می‌توانست حرف بزند (۲۰۱۸)، یهودا و مسیح سیاه (۲۰۲۱) و پلنگ سیاه: واکاندا تا ابد (۲۰۲۲) بازی کرده‌است.
در سال ۲۰۲۰، او برای بازی در نقش ریری ویلیامز / آیرون‌هارت، ابرقهرمان مارول کامیکس انتخاب شد؛ نقشی که آن را برای نخستین بار در فیلم سینمایی پلنگ سیاه: واکاندا تا ابد در سال ۲۰۲۲ و بعداً در مجموعهٔ تلویزیونی آیرون‌هارت از دنیای سینمایی مارول، به تصویر کشید.

## اوایل زندگی
دامینیک تورن در نیویورک از پدر و مادری به نام نریسا گای و ناوی گای که از مهاجران ترینیدادی هستند به دنیا آمد. او دو برادر به نام‌های کای-مانی و کالب دارد.
تورن به مدرسهٔ هنرهای نمایشی حرفه‌ای در منهتن رفت و در آنجا به‌طور رسمی تئاتر دراماتیک را مطالعه کرد. او در سال آخر دبیرستان برندهٔ جایزهٔ هنرهای جوان ۲۰۱۵ در تئاتر گفتاری و همچنین جایزهٔ پژوهشگر ریاست جمهوری ایالات متحده در هنر شد که هر ساله توسط کاخ سفید اعطا می‌شود. تورن پس از درخواست در تعدادی از دانشگاه‌ها برای برنامه‌های آکادمیک و هنری، تحصیل در دانشگاه کرنل را انتخاب کرد، جایی که مدرک لیسانس خود را در توسعهٔ انسانی دریافت کرد. او در مهٔ ۲۰۱۹ فارغ‌التحصیل شد. او و خانواده‌اش از سال ۲۰۲۰ در ایالت دلاور زندگی می‌کنند.

## حرفه
تورن نخستین نقش‌آفرینی در یک فیلم بلند خود را در سال ۲۰۱۸ در نقش شلیا هانت، خواهر کوچکتر بداخلاق شخصیت اصلی، فانی هانت، در فیلم اگر خیابان بیل می‌توانست حرف بزند که بر پایهٔ رمانی به همین نام از جیمز بالدوین ساخته شده بود، انجام داد. تورن در سال ۲۰۲۱ نیز، در فیلم یهودا و مسیح سیاه ظاهر شد و نقش جودی هارمون، یکی از اعضای حزب پلنگ سیاه را بازی کرد.
در سال ۲۰۲۰، او برای بازی در نقش ابرقهرمان مارول کامیکس، ریری ویلیامز / آیرون‌هارت در دنیای سینمایی مارول انتخاب شد،و اولین بازی خود را در این نقش، در فیلم سینمایی پلنگ سیاه: واکاندا تا ابد محصول ۲۰۲۲ انجام داد.

## فیلم‌شناسی

### فیلم
| سال  | عنوان                            | نقش                      | یادداشت |
| ۲۰۱۸ | اگر خیابان بیل می‌توانست حرف بزند | شلیا هانت                |         |
| ۲۰۲۱ | یهودا و مسیح سیاه                | جودی هارمون              |         |
| ۲۰۲۲ | پلنگ سیاه: واکاندا تا ابد        | ریری ویلیامز / آیرون‌هارت |         |
| ۲۰۲۴ | داستان‌های عجیب و غریب            | باربی                    |         |
| ---- | -------------------------------- | ------------------------ | ------- |

### تلویزیون
| سال  | عنوان            | نقش                      | یادداشت                     |
| ۲۰۲۴ | ‌چه می‌شود اگر...؟ | ریری ویلیامز / آیرون‌هارت | صدا                         |
| ۲۰۲۵ | آیرون‌هارت        | ریری ویلیامز / آیرون‌هارت | مجموعهٔ تلویزیونی دیزنی پلاس |
| ۲۰۲۵ | زامبی‌های مارول   | ریری ویلیامز / آیرون‌هارت | صدا                         |
| ---- | ---------------- | ------------------------ | --------------------------- |